# 1,1-dicloroetano
L'1,1-dicloroetano è un idrocarburo clorurato e in particolare un gem-dicloroalcano, avente formula semistrutturale CH3–CHCl2. È un liquido incolore oleoso con un odore dolce simile al cloroformio. È poco solubile in acqua, ma miscibile con la maggior parte dei solventi organici. Viene usato principalmente come materiale di partenza per la sintesi di 1,1,1-tricloroetano. Altri usi sono in quantità trascurabile.
In quanto dialogenuro geminale la sua idrolisi produce acetaldeide, passando per il corrispondente gem-diolo intermedio:
CH3–CHCl2 + 2 H2O  →  [CH3–CH(OH)2] + 2 HCl  →  CH3–CHO + 2 HCl + H2O
A temperatura ambiente è abbastanza stabile; per cracking a 400-500 °C forma cloruro di vinile e HCl. Nell'atmosfera si decompone con un tempo di emivita di 62 giorni, principalmente per ossidazione con radicali idrossido prodotti fotoliticamente.
Il 1,1-dicloroetano è un composto chimico relativamente poco usato e si hanno pochi dati sulla sua tossicologia. Sembra assai meno tossico dell'isomero 1,2-dicloroetano, che è invece uno degli idrocarbuti clorurati più tossici.